# Monte Alegre (Rio Grande do Norte)
Monte Alegre é um município brasileiro do estado do Rio Grande do Norte, pertencente à Região Metropolitana de Natal.

## História
A Fazenda Quirambu já existia na região em 1737, era uma propriedade de João Francisco Ribeiro, localizada na margem direita do Rio Trairi. A povoação surgiu a partir da existência de atividades agrícolas e pecuárias. Em meados do século XIX, um comerciante destacava-se na localidade e com seu estilo próprio fez história no meio do povo. O comerciante Antônio Miranda tinha um engenho rústico de cana-de-açúcar movido a bois e uma almanjarra para produzir rapadura e aguardente. Mas Antônio Miranda não tinha qualquer tipo de preocupação com os resíduos da cana, espalhava desordenadamente os bagaços restantes das moagens pelos arredores da povoação. Devido à grande quantidade de resíduos pelas redondezas, a localidade ganhou o apelido de Bagaço.
A povoação, que era caminho para Macaíba, trilha natural para o Porto de Guarapes, centro exportador de comércio em 1872, passou a se chamar Monte Alegre no final do século XIX. O povoado continuou crescendo com a construção da igreja, iniciada em 1905, novas moradias foram erguidas, a escola foi feita, grandes safras foram colhidas e existia fartura na mesa do povo. No ano de 1938, foi criado o distrito de Monte Alegre, pertencente a São José do Mipibu. Numa homenagem a sua origem, o distrito passou a se chamar Quirambu, a partir do ano de 1943. Mas por pouco tempo, até 1948 quando voltou a se chamar Monte Alegre. Cinco anos depois, em 25 de novembro de 1953, pela Lei número 929, Monte Alegre desmembrou-se de São José do Mipibu e tornou-se município.